# G104
G104 (ranije Salvore) bio je naoružani parobrod, zapravo motorni jedrenjak u sastavu mornarice NDH i Kriegsmarine. 

## Povijest
Nakon pada Italije, putnički obalni brod Salvore je zaplijenjen, naoružan i prenamijenjen u ophodni i eskortni brod za potrebe Mornarice NDH, zajedno s drugim prerađenim putničkim brodovima. Preuzet je 15. kolovoza 1944., a nakon preinake stavljen je u službu 16. rujna iste godine. Već 5. prosinca 1944. potopljen je s dva izravna pogotka tijekom savezničkog bombardiranja Rijeke.